# Deutsche Alpine Skimeisterschaften 2006
Die Deutschen Alpinen Skimeisterschaften 2006 fanden vom 21. März bis 2. April 2006 in Oberstdorf, am Fellhorn und im österreichischen Innerkrems statt. Abfahrt und Super G wurden in Innerkrems ausgetragen, Riesenslalom in Oberstdorf und der Slalom der Damen am Fellhorn.

## Herren

### Abfahrt
| Platz | Name                   | Zeit        |
| ----- | ---------------------- | ----------- |
| 01    | Stephan Keppler        | 1:15,17 min |
| 02    | Johannes Stehle        | 1:15,52 min |
| 03    | Ivica Kostelić (CRO)   | 1:15,73 min |
| 04    | Peter Strodl           | 1:16,01 min |
| 05    | Daniel Fischer         | 1:16,60 min |
| 06    | Natko Zrnčić-Dim (CRO) | 1:16,86 min |
| 07    | Hannes Wagner          | 1:16,92 min |
| 08    | Stefan Kogler          | 1:16,94 min |
| 09    | Arjan Wanders (NED)    | 1:17,00 min |
| 010   | Thomas Fischer         | 1:17,14 min |

Datum: 24. März 2006

Ort: Innerkrems

### Super-G
| Platz | Name                   | Zeit        |
| ----- | ---------------------- | ----------- |
| 01    | Rok Perko (SLO)        | 1:11,85 min |
| 02    | Petr Záhrobský (CZE)   | 1:12,14 min |
| 03    | Claudio Sprecher (LIE) | 1:12,16 min |
| 04    | Ivica Kostelić (CRO)   | 1:12,23 min |
| 05    | Stephan Keppler        | 1:12,25 min |
| 06    | Peter Strodl           | 1:12,33 min |
| 07    | Johannes Stehle        | 1:12,37 min |
| 08    | Andrej Jerman (SLO)    | 1:12,39 min |
| 08    | Craig Branch (AUS)     | 1:12,39 min |
| 010   | Finlay Mickel (GBR)    | 1:12,54 min |

Datum: 25. März 2006

Ort: Innerkrems

### Riesenslalom
| Platz | Name                       | Zeit        |
| ----- | -------------------------- | ----------- |
| 01    | Felix Neureuther           | 2:01,18 min |
| 02    | Andreas Ertl               | 2:01,93 min |
| 03    | Ondřej Bank (CZE)          | 2:01,94 min |
| 04    | Marcel Hirscher (AUT)      | 2:02,12 min |
| 05    | Urs Imboden (SUI)          | 2:02,48 min |
| 06    | Filip Trejbal (CZE)        | 2:02,53 min |
| 07    | Johannes Stehle            | 2:02,63 min |
| 08    | Kryštof Krýzl (CZE)        | 2:02,69 min |
| 09    | Johannes Unterberger (AUT) | 2:02,83 min |
| 010   | Stephan Schmid             | 2:03,52 min |

Datum: 1. April 2006

Ort: Oberstdorf

### Slalom
nicht ausgetragen

### Super-Kombination
nicht ausgetragen

## Damen

### Abfahrt
| Platz | Name                | Zeit        |
| ----- | ------------------- | ----------- |
| 01    | Gina Stechert       | 1:18,94 min |
| 02    | Isabelle Huber      | 1:19,38 min |
| 03    | Monika Springl      | 1:19,39 min |
| 04    | Fanny Chmelar       | 1:19,47 min |
| 05    | Viktoria Rebensburg | 1:20,30 min |
| 06    | Michaela Herbst     | 1:20,32 min |
| 07    | Veronika Staber     | 1:20,73 min |
| 08    | Barbara Ertl        | 1:20,78 min |
| 09    | Maria Rottmayr      | 1:21,04 min |
| 010   | Ana Jelušić (CRO)   | 1:21,10 min |

Datum: 24. März 2006

Ort: Innerkrems

### Super-G
| Platz | Name                | Zeit        |
| ----- | ------------------- | ----------- |
| 01    | Viktoria Rebensburg | 1:16,62 min |
| 02    | Isabelle Huber      | 1:16,70 min |
| 03    | Monika Springl      | 1:16,81 min |
| 04    | Gina Stechert       | 1:16,86 min |
| 05    | Lisa-Marie Walz     | 1:16,88 min |
| 06    | Michaela Herbst     | 1:17,13 min |
| 07    | Fanny Chmelar       | 1:17,17 min |
| 08    | Veronika Staber     | 1:17,36 min |
| 09    | Anna Rottmayr       | 1:18,06 min |
| 010   | Katharina Dürr      | 1:18,16 min |

Datum: 25. März 2006

Ort: Innerkrems

### Riesenslalom
| Platz | Name                    | Zeit        |
| ----- | ----------------------- | ----------- |
| 01    | Veronika Staber         | 2:24,73 min |
| 02    | Kathrin Hölzl           | 2:24,92 min |
| 03    | Carolin Fernsebner      | 2:25,05 min |
| 04    | Lucie Hrstková (CZE)    | 2:25,09 min |
| 05    | Lisa-Marie Walz         | 2:26,27 min |
| 06    | Sandra Gini (SUI)       | 2:27,57 min |
| 07    | Maria Rottmayr          | 2:27,64 min |
| 08    | Laura Gruber            | 2:27,73 min |
| 09    | Jessica Pünchera (SUI)  | 2:27,95 min |
| 010   | Veronika Bubaková (CZE) | 2:28,23 min |

Datum: 2. April 2006

Ort: Oberstdorf

### Slalom
| Platz | Name                       | Zeit        |
| ----- | -------------------------- | ----------- |
| 01    | Aita Camastral (SUI)       | 1:25,71 min |
| 02    | Monika Bergmann-Schmuderer | 1:25,74 min |
| 03    | Fanny Chmelar              | 1:26,12 min |
| 04    | Veronika Staber            | 1:26,76 min |
| 05    | Christina Ammerer          | 1:26,81 min |
| 06    | Jessica Pünchera (SUI)     | 1:27,20 min |
| 07    | Katharina Dürr             | 1:27,23 min |
| 08    | Regina Mader (AUT)         | 1:27,67 min |
| 09    | Laura Gruber               | 1:27,73 min |
| 010   | Eva-Maria Brem (AUT)       | 1:27,79 min |

Datum: 1. April 2006

Ort: Fellhorn/Kanzelwand

### Super-Kombination
nicht ausgetragen

## Anmerkung
1. 1 2 3 4 5 6 7 8 9 10  Ausländische Teilnehmer erhielten keine Medaillen.